# Landschaftspark Johannisthal/Adlershof
Der Landschaftspark Johannisthal/Adlershof (Ausspracheⓘ) liegt im Berliner Ortsteil Johannisthal zwischen dem Groß-Berliner-Damm, der Hermann-Dorner-Allee und der Wrightallee auf dem ehemaligen Gelände des Flugplatzes Johannisthal. Er ist nicht zu verwechseln mit dem einige hundert Meter weiter nordwestlich gelegenen, deutlich kleineren Johannisthaler Park.
Der äußere Bereich der Parkfläche ist als Landschaftsschutzgebiet (LSG 48) ausgewiesen, der Zentralbereich als Naturschutzgebiet (NSG 35). Beide Schutzgebiete werden unter der Bezeichnung „Ehemaliges Flugfeld Johannisthal“ geführt. Entlang der Grenze zwischen LSG und NSG verläuft ein Rundweg durch den Park.

## Geschichte

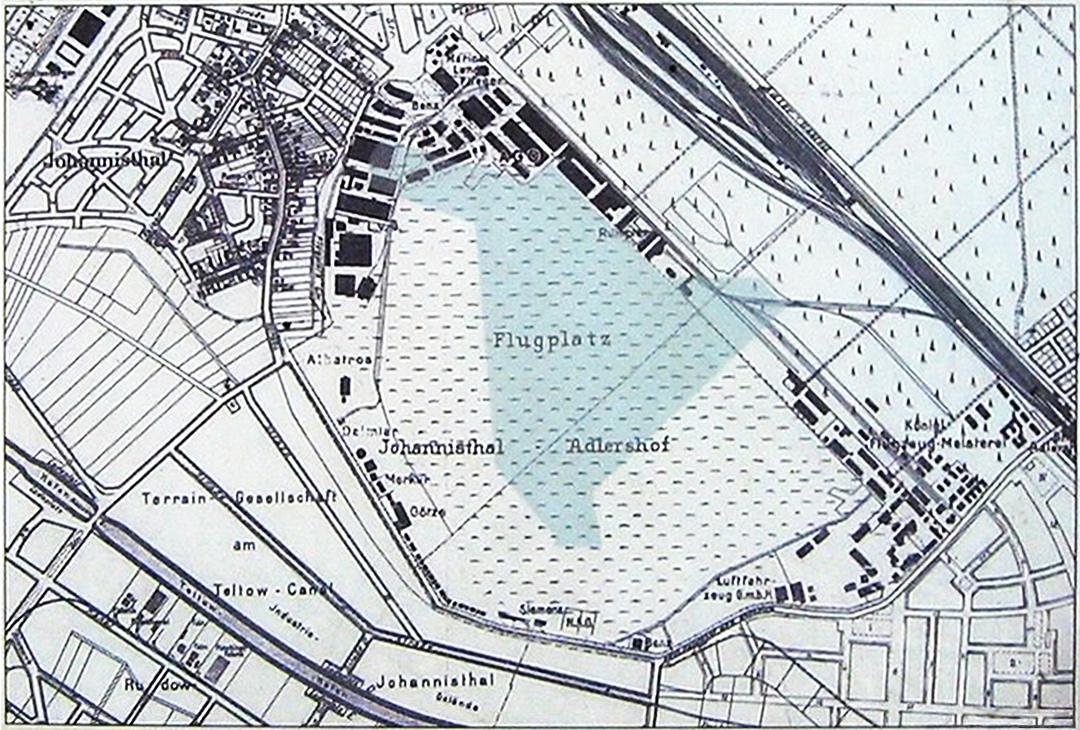
Lage des heutigen Parks im Vergleich zum Flugfeld 1913

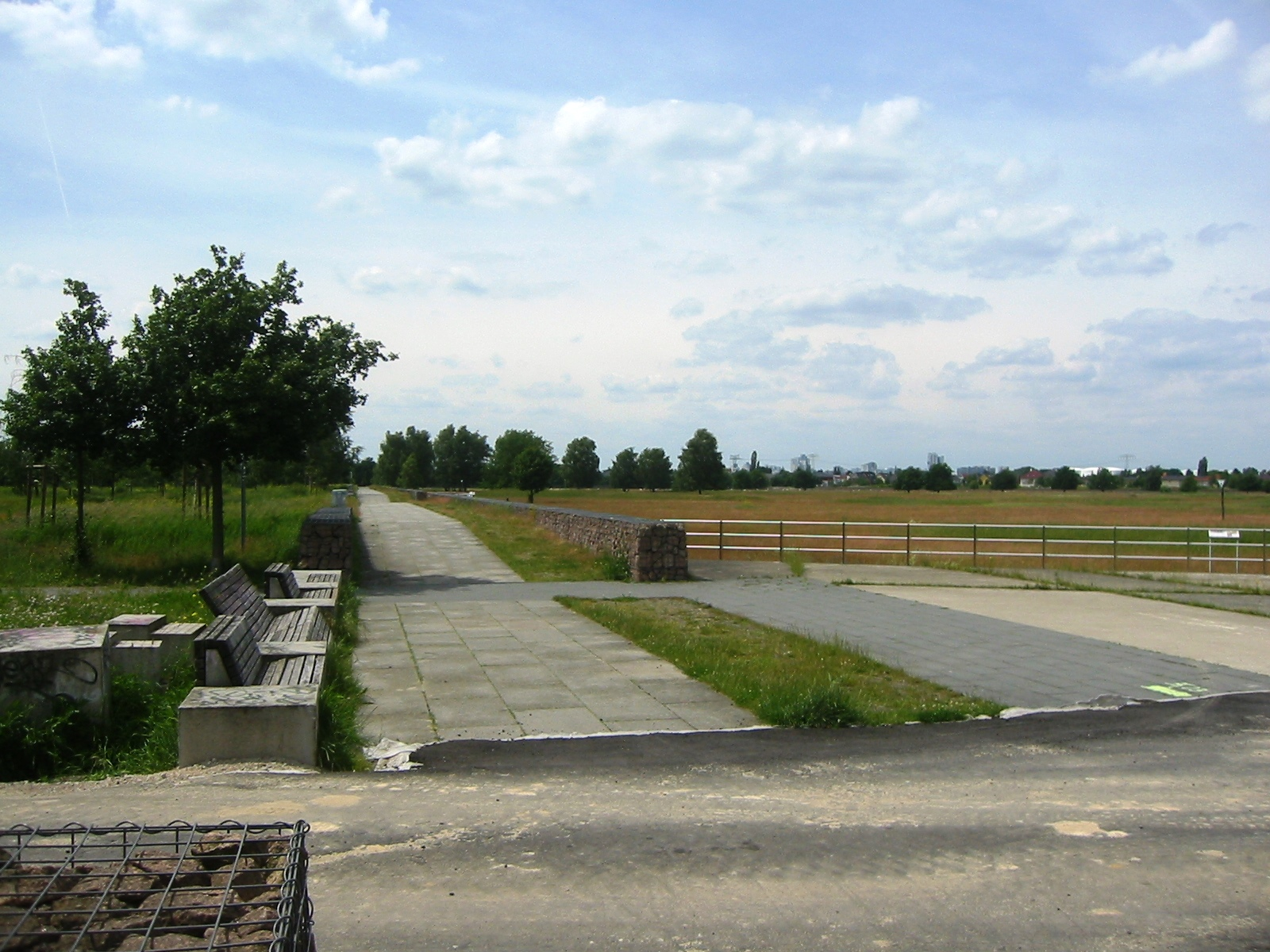
Rundweg mit Gabionen

Der 65 Hektar große Park umfasst im Wesentlichen das Gelände des ehemaligen Flugplatzes. Nachdem der Flugbetrieb auf dem ersten Motorflugplatz Deutschlands eingestellt worden war, begann 1996 eine behutsame Renaturierung der Fläche. Sie ist in die Entwicklung des angrenzenden Ortsteils Adlershof eingebunden, der als Standort für Technologie, Medien und Wissenschaft seit nunmehr rund 15 Jahren ausgebaut wird. Die Grünflächen sollen dazu dienen, „Naturschutz, Spiel und Erholung in Einklang“ zu bringen. Dies soll mittels eines Dreiklangs erfolgen: Im Innern des Parks ist ein rund 26 Hektar großes Naturschutzgebiet ausgewiesen. Um dieses Gebiet wurde ein erhöht gelegener Rundweg angelegt, der von Gabionen begrenzt wird. Über diesen rund 2 km langen Rundweg gelangt man zu insgesamt 30 unterschiedlich gestalteten „Stadtkammern“, die z. B. als Skaterbahn, Spiel- und Liegewiesen oder als Beach-Volleyballfeld genutzt werden können. Über so genannte „grüne Fugen“ im Nordosten, Nordwesten und Süden besteht ein Zugang zum Park. Die gesamte Anlage wurde von der Berliner Landschaftsarchitektin Gabriele G. Kiefer entworfen, die sich gegen fünf andere Büros innerhalb eines Gutachterverfahrens des Bezirks durchsetzen konnte. Im Juli 2018 wurde bekannt, dass 531 Bäume im Landschaftspark verdurstet sind. Rund zehn Jahre nach ihrer Pflanzung sind die abgestorbenen Bäume gefällt worden. Eine Kombination aus Frühjahrsdürre und schwierigen Bodenverhältnissen (30 bis 70 Zentimeter tiefes Gemisch aus Bauschutt, Asphaltresten und Talsanden) lässt den Bäumen nur wenige Überlebenschancen.

## Fauna und Flora

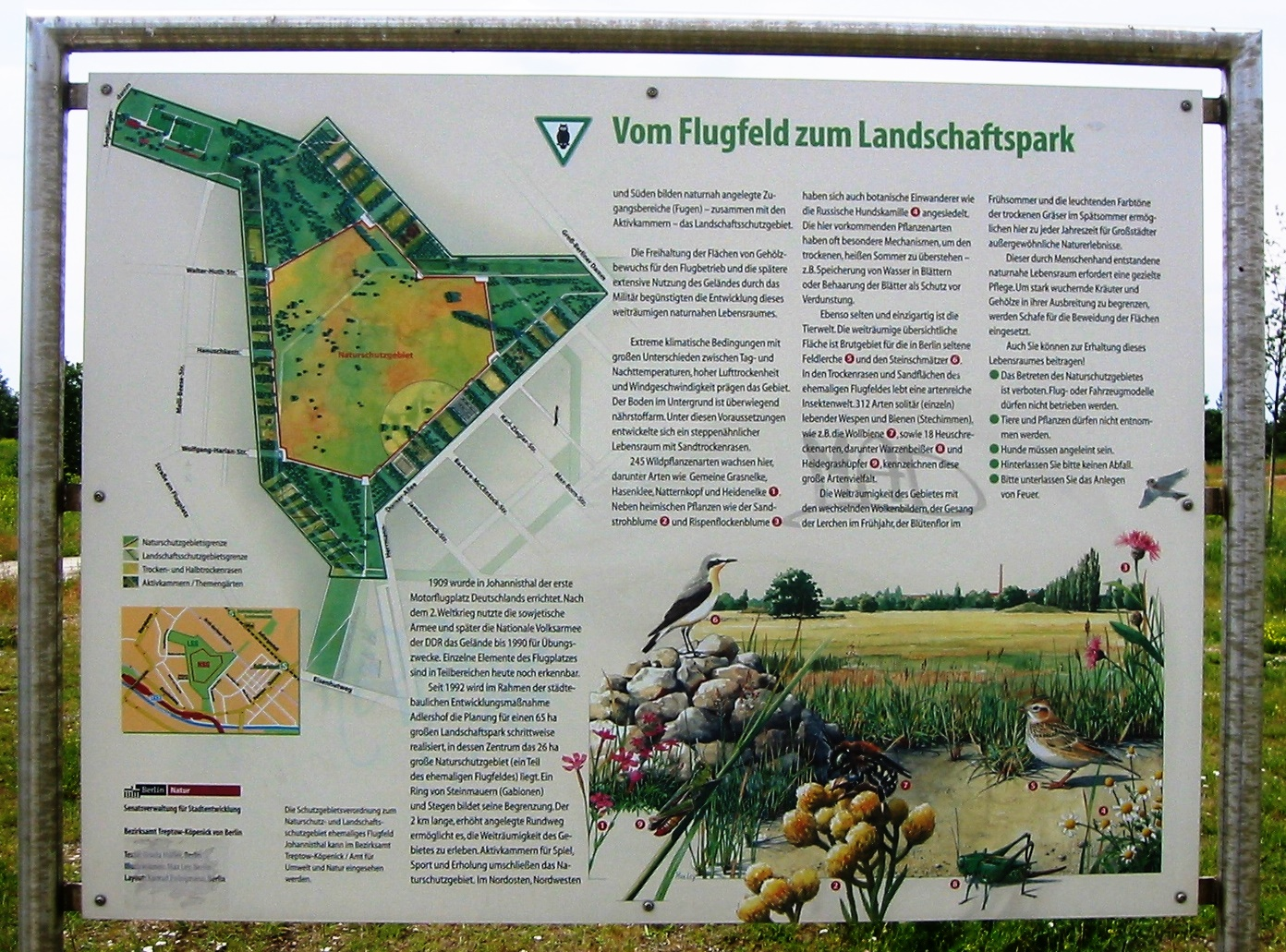
Infotafel zum Landschaftspark mit LSG/NSG-Karte

Das Gelände ist Teil des Berliner Urstromtals und verfügt daher über den für die Region typischen, nährstoffarmen Sandboden. Im Naturschutzgebiet entwickelte sich ein Sandtrockenrasen mit 245 Wildpflanzen, beispielsweise die Heide-Nelke, Wiesen-Salbei, der Zwerg-Schneckenklee oder die Rispen-Flockenblume. In einigen wenigen nährstoffreicheren Zonen haben sich beispielsweise der Natternkopf, die Schafgarbe und die Skabiosen-Flockenblume angesiedelt. Um die Ausbreitung der Pflanzen zu kontrollieren, weiden in einigen Bereichen Rinder und Schafe.
Neben den Pflanzen sind im Naturschutzgebiet bis heute rund 170 Bienen- und Stechwespenarten nachgewiesen, darunter Grabwespen, Sand- und Große Wollbienen. Weiterhin bevölkern rund 100 Laufkäfer und rund 170 Spinnenarten das Gebiet. Die Luft wird unter anderem von Feld- und Haubenlerchen, der Grauammer und dem Braunkehlchen bevölkert.

## Parkausstattung
Ein Calisthenics-Platz, bestehend aus einem Multifunktionsgerät auf Sandboden, wird viel genutzt.

## Sonstiges
Im Sommer 2012 wurden zwei Schülerinnen beim Spielen durch einen rund eine halbe Tonne schweren Findling erheblich verletzt, der von einem Hang auf die beiden Mädchen rollte. Die beiden Mädchen wurden eingeklemmt, konnten aber von Passanten und einer beteiligten Lehrerin befreit werden. Als Grund für das Unglück wurde ein Unterspülen der Findlinge durch Regenwasser angenommen.